# Château du Sauvement
Le château du Sauvement est un ancien château fort, dont l'origine remonte au XIIIe siècle, qui se dresse à flanc de pente sur la commune de Ciry-le-Noble, dans le département de Saône-et-Loire, en région Bourgogne-Franche-Comté. Au Moyen Âge il est le centre d'une des six châtellenie du comté de Charolais.
Le château fait l’objet d’une inscription partielle au titre des monuments historiques par arrêté du 27 mai 1991.

## Histoire
Au XIIIe siècle, le château primitif est le chef-lieu de l'une des principales châtellenies du Charolais.
Au XVe siècle, il est rasé sur ordre de Louis XI.
Au XVIe siècle, le logis, transformé par Palamède Gonthier, secrétaire de François Ier, prend le nom de Château Gonthier.
En 1676 : aux descendants du précédent, succède Antoine-Bernard Gagne, président au Parlement de Dijon.
En 1766, Jeanne-Claude-Bernardine Gagne de Perrigny, arrière petite-fille d'Antoine-Bernard, apporte le bien en dot à Louis-Barnabé de Beaudéan de Parabère. A leur mort, leurs héritiers décideront de s'en séparer et la cédèrent en 1786 à Emiland Quarré de Champvigy.
À l'époque révolutionnaire, plus exactement en 1791, la famille Quarré de Champvigy vend la propriété à Louis Sauvage de Saint-Marc. Son fils, Louis-Marie Sauvage du Sauvement la lèguera ensuite à sa fille unique Caroline qui l'apportera en dot à Gustave de Regnauld de Bellescize.
À l'époque contemporaine, par héritages successifs, le château passera de la famille Regnauld de Bellescize, aux familles Salmon de Loiray et Arminjon, qui en sont toujours propriétaires au XXIe siècle.

## Héraldique
- Gagne de Perrigny : D'azur à trois molettes d'éperon colletées d'or
- Beaudéan de Parabère : Écartelé: aux 1 et 4, d'or, au pin de sinople (Baudéan); aux 2 et 3, d'argent, à deux ours rampants et affrontés de sable (Parabère)
- Regnauld de Bellescize : De gueules à la fasce d'argent accompagné de deux losanges d'or, 1 en chef et 1 en pointe
- Salmon de Loiray : D'azur au chevron d'or, accompagné de trois têtes de lion arrachées du même, lampassées de gueules
- Arminjon : D'azur aux mains gantées d'or, mouvant du flanc senestre, tenant un arc bandé et fléché du même

## Description
La démolition du château primitif laissa une chapelle, visible sur des plans du XVIIIe siècle, et quelques pans de murs dont un est encore en place.
La construction actuelle résulte de l'aménagement, au XVIe siècle, du logis des gens d'armes du château situé sur une butte voisine.
Des logis de différentes hauteurs sous des toits de tuiles plates à deux versants, entourent sur trois côtés une cour intérieure. Au centre du quatrième côté, s'élève une haute tour-porche percée au rez-de-chaussée d'une porte charretière et d'une porte piétonne en plein cintre, que surmontent les fentes des balanciers d'un pont-levis et d'une passerelle et, au-dessus de celle-ci, deux échauguettes sur consoles. Des bandeaux en bossage vermiculé règnent entre les niveaux ; des pilastres en bossage rustique vermiculé un sur deux en encadrent la façade et séparent les portes du rez-de-chaussée.
Deux petites tours rondes flanquent les angles extérieurs de l'aile nord, une troisième tour circulaire, qui défendait l'angle sud-est, a disparu à la fin du XIXe siècle, une grosse tour carrée à base talutée occupe l'angle sud-ouest du quadrilatère. Pourvue au nord d'une échauguette percée d'une archère-canonnière, elle est accostée vers la cour d'une tour d'escalier à sept pans coiffée d'une flèche torse, elle-même accostée d'une tourelle en surplomb sur culot conique mouluré. Tour et tourelle sont percées de baies à linteau en accolade.
Les fossés qui entouraient le château au nord et à l'est ont été comblés. Au sud, une terrasse est flanquée d'un pigeonnier carré que borde une charmille taillée en arcade.
Le château, propriété privée, ne se visite pas.